# 海蒂·H·桑普森
海蒂·希尔加特纳·桑普森（英語：Heidi Hilgartner Sampson）是美国政治人物及反疫苗活动家。作为共和党成员，她于2016年至2024年担任缅因州众议院议员，2022年起代表第136选区。
桑普森在缅因州反疫苗运动中的突出表现始于2019年反对取消儿童疫苗接种宗教与哲学豁免权的立法。她积极参与针对该立法的“人民否决权”运动，并在全美各地的反疫苗集会和活动中发表演讲。在COVID-19大流行期间，桑普森公开反对缅因州为限制疫情蔓延而采取的公共卫生措施，她参与了反对关闭企业、限制集会、佩戴口罩及接种疫苗的集会和示威活动。桑普森将疫苗和口罩强制令与大屠杀期间的纳粹暴行相提并论。

## 早年生活和教育
桑普森成长于一个军人家庭，曾就读于古德学院，并于1977年毕业。她于1981年获得圣劳伦斯大学的理学学士学位，并于1982至1983年间在缅因州担任新英格兰水族馆（New England Aquarium）的实地研究员。2012年，缅因州州长保罗·勒佩吉任命桑普森为缅因州教育委员会成员，担任家庭教育倡导者。

## 缅因州众议员生涯
桑普森于2016年首次当选缅因州众议院议员，接替未寻求连任的无党籍现任议员詹姆斯·坎贝尔（James Campbell），并于2018年和2020年两次成功连任。在第130届缅因州议会（2021年—2022年）期间，桑普森对涉及瓦巴纳基原住民权益的法案均投下反对票，包括LD 906号法案——《保障帕萨马科迪部落成员获取清洁饮用水法案》和LD 585号法案——《加强部落—州协作、修订豪尔顿马利西特印第安人部族、帕萨马科迪部落及佩诺布斯科特民族税法并授权赌场、场外投注设施、联邦承认印第安部族及特定商业赛道开展体育博彩法案》。桑普森未参与LD 1626号法案——《落实缅因州印第安土地索赔和解实施法修订工作组建议法案》的投票。

### 反疫苗运动
桑普森是2019年缅因州旨在废除学校强制疫苗接种中宗教和哲学豁免权立法的著名反对者。她在反对该法案的证词中，将儿童疫苗接种比作俄罗斯轮盘赌。当该法案通过成为法律后，她与该州反疫苗活动人士合作，努力收集足够的选民签名，以期通过“人民否决权”将这项新法律提交全州公投。该团体成功收集到了所需签名，桑普森并于2019年11月在华盛顿特区举行的“疫苗伤害流行病事件”集会上发表演讲，宣传并庆祝否决动议的推进。桑普森本人在2019年夏季为该否决运动收集了超过1000个签名。最终，这项否决尝试以73%反对、27%支持的结果失败。
桑普森是2021年7月在缅因州贝尔法斯特市举行的一场活动的主题演讲者，该活动由阴谋论者兼大屠杀否认者罗伯特·大卫·斯蒂尔（Robert David Steele）联合举办。活动期间，桑普森呼吁对缅因州的总统选举结果进行审计，并敦促与会者继续参与反对戴口罩、封锁和疫苗接种等COVID-19防疫措施的抗议活动。桑普森因参与斯蒂尔联合举办的活动而遭到多个团体的批评，包括班戈市一座犹太教堂、反诽谤联盟以及由53名她的州议员同僚组成的团体。

### COVID-19应对措施
在全球COVID-19大流行期间，桑普森反对在缅因州实施的旨在减少COVID-19传播的公共卫生措施。2021年3月，她联合多名原告提起诉讼，要求联邦地区法院法官宣布珍妮·米尔斯州长的紧急状态声明违宪。
桑普森因2021年8月现身反对缅因州医护工作者强制接种COVID-19疫苗的集会而引发全国关注。她在演讲中将包括米尔斯在内的州政府官员的行为比作大屠杀中臭名昭著的纳粹分子：
| “所以约瑟夫·门格勒和约瑟夫·戈培尔在缅因州转世了。至于谁扮演哪个角色，就让你们自己去猜吧，但我得说门格勒那个角色...你们大概有两个同姓的人，其中一个是州长。” ——州众议员海蒂·桑普森（共和党-阿尔弗雷德），2021年8月16日，星期一 |

在同一演讲中，桑普森还表示全州范围内强制医护人员接种疫苗的政策违反了《纽伦堡守则》，并将其与塔斯基吉梅毒实验类比，暗示推动此类强制令的官员可被处决。

## 个人生活
桑普森与其丈夫罗伯特居住在缅因州艾尔弗雷德。她育有三名子女和两名孙辈。2020年10月，桑普森的邻居萨莎与克里斯托弗·马龙向约克县高等法院提起诉讼，声称桑普森和罗伯特从马龙夫妇的受保护林地中砍伐了4300多棵树，并在该土地上建造了几座建筑物。

## 选举历史

### 2020年
| 党派 | 党派   | 候选人      | 得票数 | 百分比 |
| ---- | ------ | ----------- | ------ | ------ |
|      | 共和党 | 海蒂·桑普森 | 549    | 100%   |
| 合计 | 合计   | 合计        | 549    | 100.0% |

| 党派 | 党派   | 候选人            | 得票数 | 百分比 |
| ---- | ------ | ----------------- | ------ | ------ |
|      | 共和党 | 海蒂·桑普森       | 3,625  | 63.9%  |
|      | 民主党 | 克利福德·克罗利克 | 2,046  | 36.1%  |
| 合计 | 合计   | 合计              | 5,671  | 100.0% |

### 2018
| 党派 | 党派   | 候选人      | 得票数 | 百分比 |
| ---- | ------ | ----------- | ------ | ------ |
|      | 共和党 | 海蒂·桑普森 | 672    | 100.0% |
| 合计 | 合计   | 合计        | 672    | 100.0% |

| 党派 | 党派   | 候选人            | 得票数 | 百分比 |
| ---- | ------ | ----------------- | ------ | ------ |
|      | 共和党 | 海蒂·桑普森       | 2,296  | 52.6%  |
|      | 民主党 | 凯尔西·麦克纳马拉 | 1,700  | 38.9%  |
|      | 绿党   | 贾斯汀·莱因哈特   | 369    | 8.5%   |
| 合计 | 合计   | 合计              | 4,365  | 100.0% |

### 2016
| 党派 | 党派   | 候选人      | 得票数 | 百分比 |
| ---- | ------ | ----------- | ------ | ------ |
|      | 共和党 | 海蒂·桑普森 |        |        |
| 合计 | 合计   | 合计        |        | 100.0% |

| 党派 | 党派   | 候选人      | 得票数 | 百分比 |
| ---- | ------ | ----------- | ------ | ------ |
|      | 共和党 | 海蒂·桑普森 | 3,144  | 60.6%  |
|      | 民主党 | 亚伦·卡罗尔 | 2,042  | 39.4%  |
| 合计 | 合计   | 合计        | 5,186  | 100.0% |